# ضد پاپ
ضد پاپ یا پادپاپ (به انگلیسی: Antipope) به فردی اطلاق می‌شود که مدعی مقام پاپی (رهبری کلیسای کاتولیک) است، اما توسط کلیسای کاتولیک به رسمیت شناخته نمی‌شود. در طول تاریخ، ضد پاپ‌های متعددی وجود داشته‌اند که به دلایل مختلف، از جمله اختلافات عقیدتی، جاه‌طلبی‌های سیاسی یا انشقاق در کلیسا، مدعی مقام پاپی شده‌اند.
در برخی موارد، انشقاق در کلیسا منجر به ظهور ضد پاپ شده‌است. زمانی که دو یا چند گروه مختلف مدعی رهبری کلیسا می‌شوند، هر کدام ممکن است یک پاپ و ضد پاپ را انتخاب کنند. در برخی موارد، مدعی شدن افراد به مقام پاپی می‌تواند منجر به آشفتگی و ناآرامی در جامعه شود.
- برخی از ضد پاپ‌های مشهور:
- اویگنوس چهارم: ضد پاپی در قرن پانزدهم که به دلیل اختلافات عقیدتی با پاپ مارتین پنجم مدعی این مقام شد.
- کلمنت هفتم: ضد پاپی در قرن شانزدهم که در زمان انشقاق بزرگ غربی مدعی مقام پاپی شد.
- بنوا سیزدهم: ضد پاپی در قرن چهاردهم که به دلیل جاه‌طلبی‌های سیاسی مدعی این مقام شد.

## پیشینه
ضد پاپ یک رهبر مذهبی کاتولیک است که در اعتراض به پاپ منتخب، انتخاب می‌شود. در دوره‌های آشفته‌ای از تاریخ کلیسای کاتولیک روم، پاپ منتخب توسط برخی گروه‌ها به رسمیت شناخته نمی‌شد. در این شرایط، این گروه‌ها پاپ خود را با عنوان ضد پاپ انتخاب می‌کردند.
اولین ضد پاپ، هیپولیتوس (۲۱۷–۲۳۵) بود که در اعتراض به پاپ کالیکستوس اول انتخاب شد. مهم‌ترین دوره ضد پاپ‌ها، به انشقاق بزرگ غربی (۱۳۷۸ تا ۱۴۱۸) مربوط می‌شود.
در آن زمان، تشخیص این‌که کدام یک از دو یا حتی سه پاپ رقیب، «پاپ واقعی» است و کدام یک ضد پاپ، کار آسانی نبود. وضوحی که امروزه در این مورد وجود دارد، بعداً و به مرور زمان حاصل شده‌است.
طبق تاریخ‌نگاری سنتی، از سال ۱۴۴۹ تا کنون هیچ ضد پاپی وجود نداشته‌است. با این حال، در دوران اخیر، سه ضد پاپ شناخته شده بودند:
- دیوید آلن بادن (۱۹۹۰ تا ۲۰۲۲)
- مانوئل آلونسو کورال (۲۰۰۵ تا ۲۰۱۱)
- لوسیان پولورماخر (۱۹۹۸ تا ۲۰۰۹)

البته هر سه نفر از این ضد پاپ‌ها، پیروان بسیار کمتری نسبت به ضد پاپ‌های گذشته داشتند. کاردینال‌هایی که توسط ضد پاپ‌ها منصوب می‌شدند، بعدها ‌شبه‌کاردینال نامیده می‌شدند.